# Mito Isaka
Mito Isaka (født 25. januar 1976) er en tidligere japansk fodboldspiller. Hun har tidligere spillet for Japans kvindefodboldlandshold.

## Japans fodboldlandshold
| Japans landshold | Japans landshold | Japans landshold |
| År               | Kmp              | Mål              |
| ---------------- | ---------------- | ---------------- |
| 1997             | 1                | 0                |
| 1998             | 6                | 3                |
| 1999             | 14               | 5                |
| 2000             | 5                | 0                |
| 2001             | 11               | 7                |
| 2002             | 9                | 0                |
| Total            | 46               | 15               |